# جسیکا فیرستاد
جسیکا فیرستاد (انگلیسی: Jessica Fjerstad) یکی از شرکت‌کنندگان دوشیزه ایالات متحده آمریکا در سال ۲۰۰۵ بوده است.